# Incident Deutschland (1937)

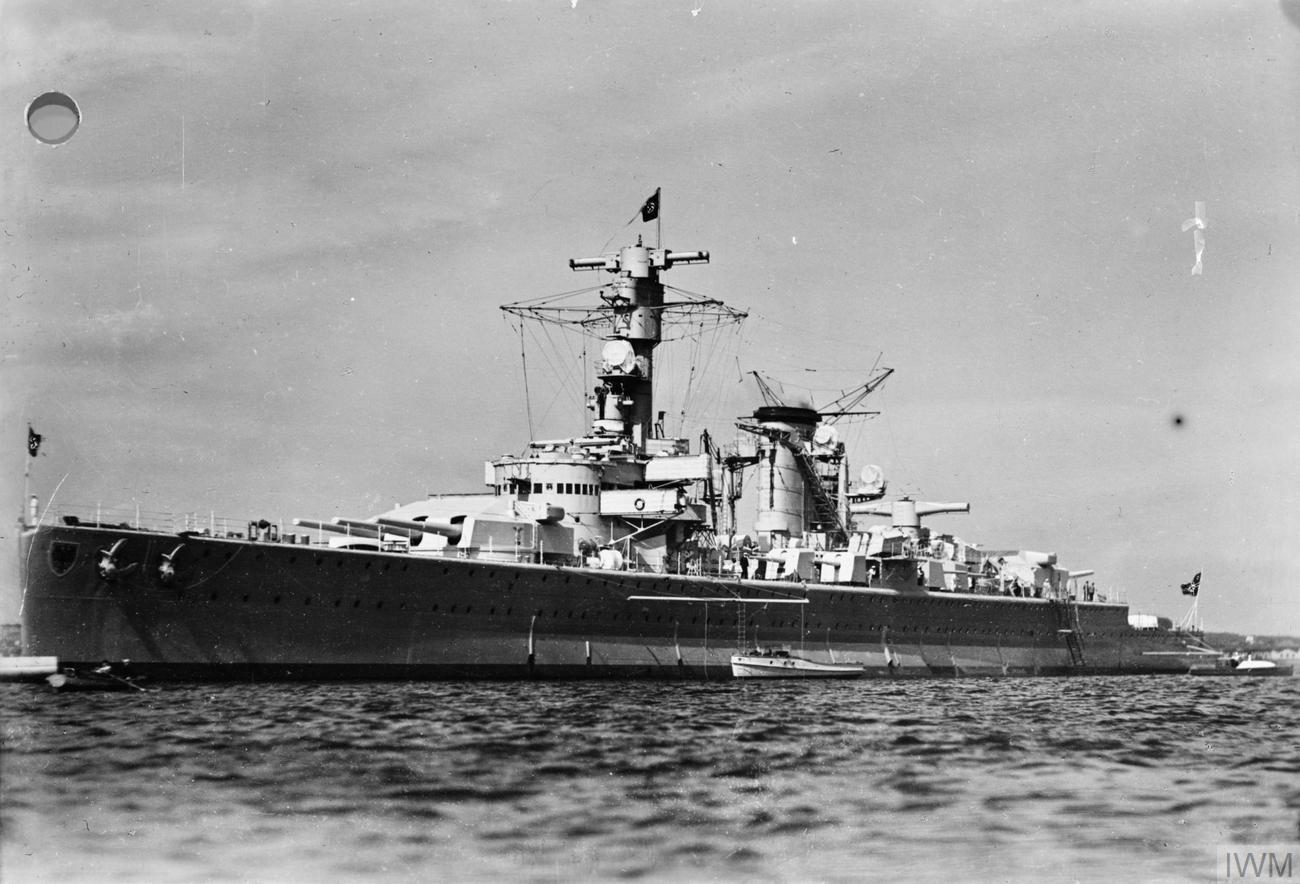
El creuer Detschland l'any 1936.

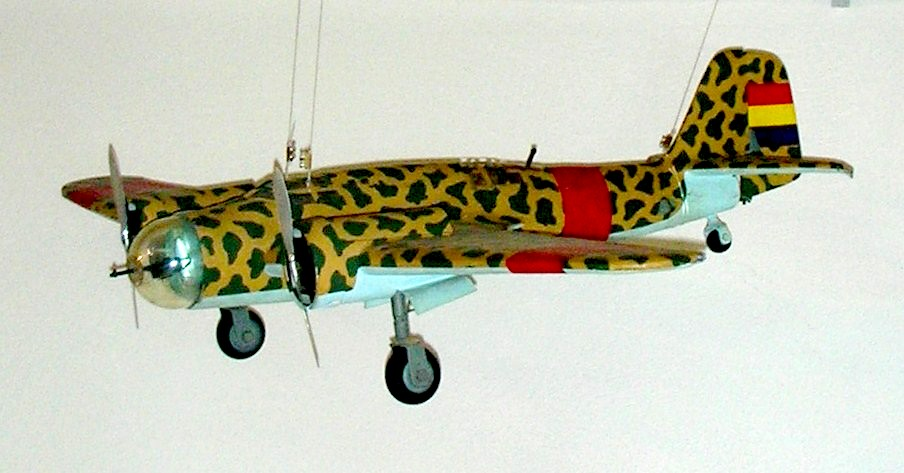
SB-2 Com els participants en l'atac.

L'incident Deutschland fou l'atac del creuer alemany homònim a mans d'avions de la Força Aèria republicana durant la Guerra Civil espanyola.
L'esdeveniment succeí el 29 de maig de 1937 quan dos bombarders Tupolev SB-2 soviètics atacaren el port d'Eivissa, a la mediterrània. El creuer Deutschland formava part de la participació alemana en el Comitè de No-Intervenció i estava ancorat al port quan fou localitzat pels bombarders. Suposadament la tripulació dels avions cregué que es tractava del creuer nacional Canarias i el capità Anton Progrorin i el tinent Vasily Schmidt decidiren atacar. Les bombes caigueren sobre la coberta del creuer provocant greus incendis, la mort de 31 i ferides a uns altres 74 mariners; A més d'un incident internacional i un empitjorament de les ja malmeses relacions de la República Espanyola amb les potències occidentals, especialment Alemanya.
En resposta, l'endemà forces de la Kriegsmarine atacaren la ciutat d'Almeria disparant més de 200 projectils sobre el nucli urbà provocant la mort de 19 individus i ferides de gravetat a uns altres 55 a més de la destrucció completa d'almenys 35 edificis. A continuació Alemanya i Itàlia abandonaren les reunions del Comitè de No-Intervenció i desplaçaren parts importants de les seues flotes a les costes republicanes en ajut al bàndol nacional.